# Dore van Duivenbode
Dore van Duivenbode (1985) is een Pools-Nederlandse auteur en journaliste.
Ze heeft een Poolse moeder. Ze studeerde geschiedenis aan de Universiteit Utrecht. In 2018 kwam haar eerste boek Mijn Poolse huis, Vakanties naar Auschwitz uit, waarin ze vertelt over haar familiehuis in Oświęcim nabij Concentratiekamp Auschwitz. Met regisseur Britta Hosman maakte ze de documentaireserie Moja Polska, die door de VPRO werd uitgezonden in 2019. In dat jaar ontving ze ook de Bob den Uyl-prijs voor haar boek.

## Publicaties
- Mijn Poolse huis, Vakanties naar Auschwitz (2018, De Geus)
- Oerbos: De strijd om de Europese natuur (2023, De Geus)

- Gemeinsame Normdatei: 1140067184
- International Standard Name Identifier: 0000 0004 6848 9818
- Nederlandse Thesaurus van Auteursnamen: 406684227
- Virtual International Authority File: 50147481570949242574